# Саенко, Степан Афанасьевич
Степан Афанасьевич Саенко (2 августа 1886, Полтава — 17 августа 1973, Харьков) — украинский революционер, деятель советских органов государственной безопасности, комендант концлагеря Харьковской ЧК по адресу ул. Чайковская, 16 (1919 год). Активный проводник «красного террора». С 1924 года и до пенсии руководил различными предприятиями в этом городе.

## Биография
Родился в 1886 году в рабочей семье в Полтаве. Его основной профессией было столярное дело, которым он начал заниматься с 1898 года. С 12 лет работал на железной дороге в Харькове По некоторой информации, отбывал срок на каторге за уголовные преступления.
Весной 1915 года был арестован по обвинению в дезертирстве и отправлен на фронт, откуда в феврале 1917 бежал в Харьков. 27 марта 1917 года вступил в РСДРП. По заданию горкома РСДРП сформировал отряд Красной гвардии в Ивановском районе, которым командовал в октябрьские дни 1917 года.
Весной 1918 года Саенко с мандатом особоуполномоченного ВЧК прибыл в Беленихино во главе 3-го Тверского отряда особого назначения. Станция Беленихино в то время была пограничной и прифронтовой, через неё проходила демаркационная линия между Россией и Украиной. На Саенко возлагалась обязанность обеспечивать работу пограничного кордона. В июле 1918 года он стал и комендантом станции. В декабре 1918 приказом наркомвнудела УССР Евгении Бош был назначен военным комендантом Белгорода, — начальником местной милиции в это время был его брат Владимир, летом 1919 года повешенный белогвардейцами. Затем был заместителем коменданта Харькова Павла Кина.
В 1919 году занял пост командира комендантского взвода Харьковской ЧК, затем отряда особого назначения, помощника начальника уголовного розыска Харьковского губисполкома. Именно в это время он совершил большинство приписываемых ему злодеяний, в том числе расстрел епископа Никодима (Кононова). Как писал Велимир Хлебников, «Специальность харьковского ЧК, где действовал Саенко, было, например, скальпирование и снимание перчатки с кистей рук» или «Тот город славился именем Саенки. Про него рассказывали, что он говорил, что из всех яблок он любит только глазные…».
После отступления красных из Харькова, Саенко был назначен 5 августа помощником коменданта города Сум.
С 1920 года Степан Саенко — верховный следователь наркомата юстиции, спустя ещё год работал заместителем начальника Харьковского уголовного розыска. С бандитами и ворами он разбирался без суда и следствия, поэтому воровской мир его очень боялся. Бывший сотрудник уголовного розыска Харькова вспоминал: «…Собрали сход и решили Саенко убрать. Четверо вооружённых бандитов поджидали его летним вечером на Клочковской, где в доме № 81 Саенко прожил большую часть жизни. Когда из темноты на Саенко двинулись грозные фигуры, то он, не раздумывая долго, начал стрелять. Четыре трупа оставил Саенко на улице, а сам вышел из передряги невредимым».
В 1924 году Саенко покинул силовые структуры и стал сперва директором завода «Красный октябрь» (Харьковский машиностроительный завод), а затем фабрики «Красная нить». Он являлся также членом бюро Дзержинского райкома КПБ(У). В 1927 году коллегией Украинского ГПУ был награждён грамотой и именным оружием.
В начале 1930-х годов после краткосрочных юридических курсов его назначили государственным, а после и главным государственным арбитром при Харьковском облисполкоме. В 1938 году в Дзержинский райком КПБ(У) поступил донос на Саенко, но на заседании анонимку расценили как провокацию и клевету, в итоге он «вышел сухим из воды».
По утверждениям В. Батшева, с 1942 по 1943 год во время немецкой оккупации успешно руководил подпольем Харькова. Численность группировки колебалась от 50 до 400 человек. Однако, по документальным данным Эдуарда Зуба, Саенко в период войны был в эвакуации. Поскольку было несколько оккупаций Харькова, в какую из них он был в эвакуации, а в какую руководил подпольем, не уточнено.
Вышел на пенсию в 1948 году, тогда же за особые заслуги перед Советской властью был награждён орденом Ленина. На пенсии Саенко выращивал цветы и воспитывал молодёжь, являясь персональным пенсионером союзного значения. Неоднократно избирается членом Харьковского горкома КПУ, Харьковского горсовета.
Скончался 17 августа 1973 года в Харькове. «Группа товарищей» составила некролог: «Саенко — борец за установление Советской власти, отдавал работе всю свою кипучую энергию и организаторские способности. Светлая память о нём навсегда останется в сердцах всех, кто знал его и работал вместе с ним». Похороны состоялись на 2-м городском кладбище Харькова, могила под номером 54. Надпись на надгробии гласит: «Спи спокойно, дорогой Стёпочка».
Саенко — практически единственный из деятелей красного террора, кто умер своей смертью. Секрет долголетия, как бывшего чекиста, замешанного в репрессиях, очевидно, заключается в том, что он вовремя «завязал» с участием в них, перейдя на работу в «красные директора». Когда Дзержинский стал во главе ВСНХ, он «перетянул» в управление предприятиями свои кадры, к которым относились и старые чекисты. Таким образом, Саенко выпал из кадрового состава ВЧК-ОГПУ.

## Легендарная версия ареста
Существует легендарная версия успешного сопротивления Саенко аресту в 1938 году.
Бывший заведующий советским отделом Харьковского исторического музея рассказывает: «В 1938 г., когда подавляющая часть старых чекистов уже была репрессирована, подошла очередь и Степана Саенко. Пришли за ним, как водится, ночью. „Воронок“, обогнув новое здание Госпрома, нырнул вниз по спуску Пассионарии к Клочковской, при выезде на улицу — поворот налево, за трёхэтажным доходным домом во дворе жил Саенко. Они ехали уверенно и привычно, зная, что неожиданность и страх сделают своё дело, что жертва сопротивляться не станет. Но в данном случае ошиблись: Саенко ждал их прихода и встретил на пороге с гранатой в руке. „Вы меня знаете, — тихо сказал с угрозой, — всех подорву“. И дрогнули соколы-энкаведисты, отступили, оправдывая трусость тем, что завтра возьмут старика днём. Однако днём ситуация изменилась. Все исполнители и организаторы ареста Саенко сами были арестованы.»
Александр Солженицын с горечью отмечал, что только «…редкие умницы и смельчаки соображают мгновенно» («Архипелаг ГУЛАГ») и успевают подготовиться к аресту, и совсем редчайшие случаи, когда жертва даёт отпор. Видимо, к таким смельчакам придётся отнести и Степана Саенко. Постоянная готовность к отпору была его характерной чертой.

И ещё один момент. В считанные часы Саенко сумел найти такие связи, такие рычаги, которые, начав действовать, коренным образом изменили ситуацию. Имеется предположение, которое со временем может стать фактом, что существовала группа людей, занимавших значительные посты в руководстве страны, партии, карательных органах, армии, которые были объединены некоей общностью вне рамок устава Коммунистической партии или ведомственных интересов. Условно их можно назвать внутренней ЧК, фактически это братство, почти масонского толка. Отдельные его звенья прочно смыкались в единую цепь, опутавшую всю страну. Одно из звеньев было и в Харькове. К нему принадлежал и Саенко. Конечно, это не нашло отражения в фактах его биографии.

## Саенко в литературе
Велимир Хлебников писал о Саенко в «Председателе чеки»:

Тот город славился именем Саенки

Про него рассказывали, что он говорил,

Что из всех яблок он любит только глазные.

«И заказные», — добавлял, улыбаясь в усы.

Дом чеки стоял на высоком утесе из глины,

На берегу глубокого оврага,

И задними окнами повернут к обрыву.

Оттуда не доносилось стонов.

Мертвых выбрасывали из окон в обрыв.

Китайцы у готовых могил хоронили их.

Действительно, здание Чрезвычайной комиссии находилось на улице Сумской, а концлагерь, коллективные захоронения убитых проходили на улице Чайковской, берущей начало от Пушкинской.
Также Саенко упоминается во второй книге «Хождение по мукам» Алексея Толстого:

Несомненно, что приезд Махно произвёл впечатление на тосковавших в московских кофейнях анархистов. Махно был человек дела, и притом решительный. Было надумано — ехать Нестору Ивановичу в Киев и перестрелять гетмана Скоропадского и его генералов.

Вдвоем с подручным анархистом Махно перешёл в Беленихине украинскую границу, обманув бдительность сидевшего там на путях страшного комиссара Саенко. Переоделся офицером, но в Киев ехать раздумал: в нос ему ударил вольный ветер степей, и не по вкусу показалась конспиративная работа. Он махнул прямо в Гуляй-Поле.

В родном селе он собрал пятёрку надёжных ребят. С топорами, ножами и обрезами засел в овраге близ экономии помещика Резникова, ночью пробрался в дом и вырезал без особого шума помещика с тремя братьями, служившими в державной варте. Дом поджёг. На этом деле он добыл семь винтовок, револьвер, лошадей, седла и несколько полицейских мундиров.

Также Саенко упоминается у Аркадия Аверченко в рассказе Перед лицом смерти

«Сегодня расстрелял 85 человек. Как жить приятно и легко!»

Такими внутренними эмоциями своими делился с очередной партией обреченных жертв знаменитый садист Саенко.

Также Саенко упоминается в дневнике поэтессы Ирины Кнорринг «Повесть из собственной жизни» (в 1919 году её семья жила в Харькове по адресу Чайковская, 16):

29 апреля 1919 года

Новость № 1: нас выселяют из дома. Будет в нашем доме карательный отряд. Может быть, в наших комнатах будут пытки! Фу! Саенко (товарищ Куна, комендант города) говорил, что людей расстреливать он не будет: пули нужны на войне, а он просто — ножом.

24 июня 1919 года

Сижу на балконе и слушаю выстрелы. Добровольцы в Мерефе. (Слышны мелкие выстрелы). Большевикам (залп) все пути отрезаны. За последнее время Саенко (залп) особенно (залп) жесток. Он расстрелял 197 (залп) человек. Их расстреливали (залп) у стены нашего дома (залпы сильнее), так что на стене (залпы) осталась запекшаяся кровь и на ней волосы. На днях этот Саенко у себя в (залп и выстрелы) кабинете (выстрелы) на глазах жен (пулемет) зарезал двух офицеров и окровавленные руки вытер о портьеры. Ему некуда бежать. Он говорит: меня все равно повесят, так я хоть сейчас буду наслаждаться убийствами (мелкие залпы). И наслаждается. Я не видела человека более злого.

Также Саенко упоминается в автобиографическом произведении писателя Романа Гуля «Конь Рыжий»:

Проведя вечер в этом обществе, где генеральша обсуждала поездку в красную Москву, певица рассказывала об ужасах голода в затерроризованном Петербурге, а Владимир Семенович о том, каким остроумным способом избегши ареста, он бежал из Харькова, где зверствует чекист Саенко, расстрелявший больше трех тысяч интеллигентов и офицеров, — мать вышла на потемневшую улицу в тяжелой тревоге: квартира генеральши ей показалась подозрительной.